# Житный остров (Дунай)

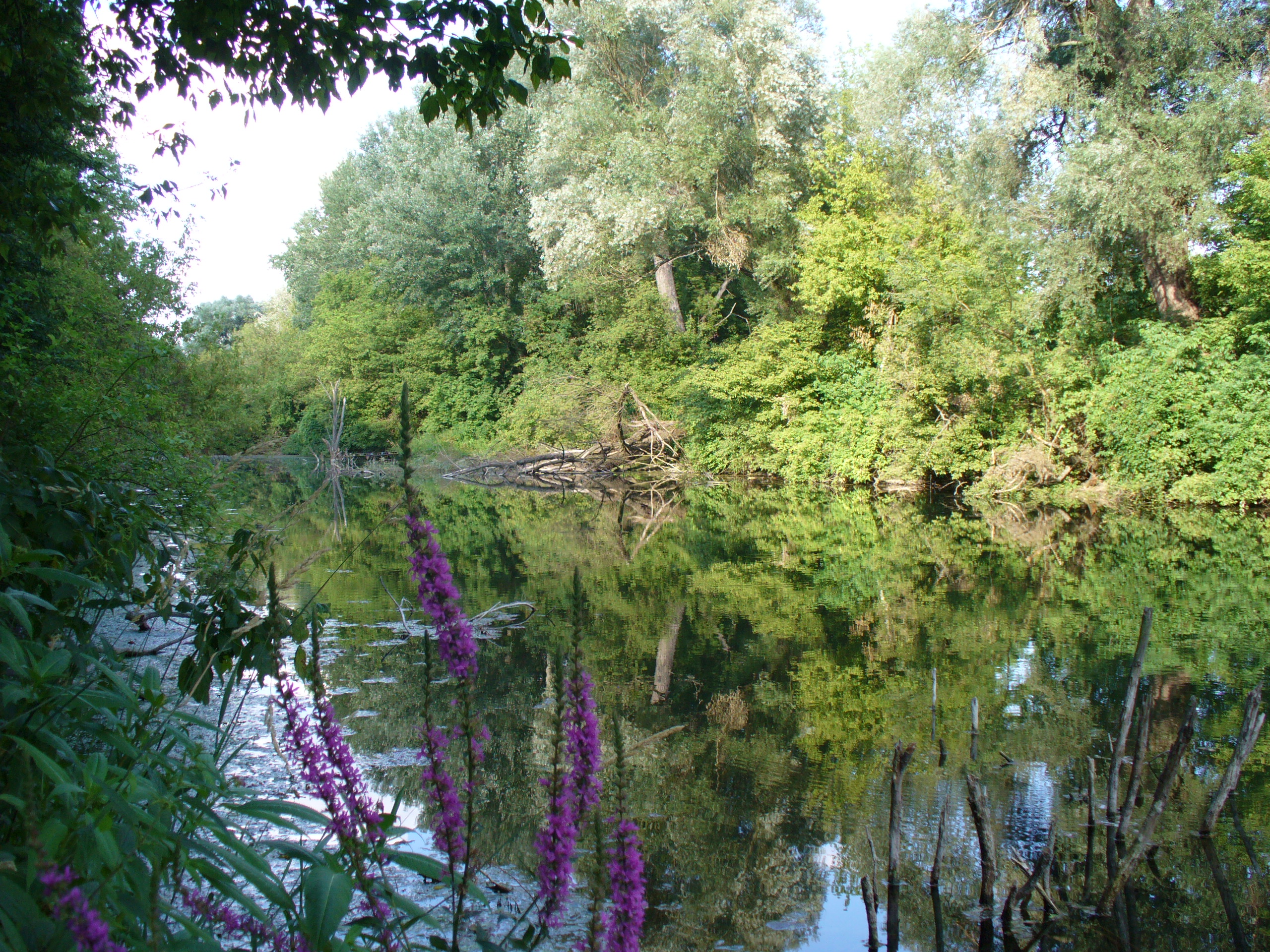
Дунай у Подунайских Бискупиц

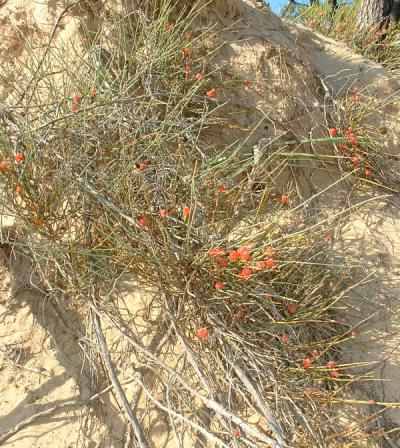
Эфедра двухколосковая

(Большой) Житный остров (словац. Žitný ostrov), также Большой Шютт (нем. Große Schüttinsel), Чаллокёз (венг. Csallóköz) — речной остров в юго-западной Словакии, простирающийся от Братиславы до Комарно на территории Кишальфёльда. Он образован разветвлением Дуная и Малого Дуная и последующим впадением Малого Дуная в Ваг и Вага в Дунай у города Комарно.

## Этимология
Сложное слово Чаллокёз состоит из венгерского названия реки Чалло (Csalló), некогда впадавшей в Дунай (вероятно, протекавшей там, где сейчас течёт Малый Дунай), и венгерского слова «кёз» (köz) — «междуречье». В старовенгерском языке сложное слово с последней частью «кёз» (köz) типологически входит в две группы: 1) имя нарицательное со значениям «вода» (víz), «река» (folyó) и «междуречье», например, Токёз (Tóköz), Визкёз (Vízköz), 2) имя нарицательное данной воды и член «кёз». Это слово обычно применимо для обозначения достаточно обширных пространств, ограниченных одной большой и одной маленькой реками, и это географическое пространство носит всегда название меньшей реки, впадающей в большую. К таким словам относится Чаллокёз (Csallóköz), Вагкёз (Vágköz), Темешкёз (Temesköz).

## Характеристика
Это крупнейший по величине речной остров Европы с площадью 1885 км², длиной 84 км и шириной 15—30 км (см. также Остров Сарпинский). На территории острова лежат города Вельки Медер, Дунайска Стреда, Коларово, Комарно, Шаморин и часть Братиславы II — Вракуня и Подунайские Бискупицы. На юге острова находится заповедник Дунайские Луга, резервация Златна, где живут дрофы, Ченковская лесостепь, где растёт охраняемый вид эфедры — Эфедра двухколосковая (Ephedra distachya) и так далее.
На территории Житного острова преобладает венгерское население. Здесь живёт большинство венгров Словакии — 145 786 человек (2001).
Житный остров является:
- Самой урожайной частью Словакии
- Самой тёплой частью Словакии (среднегодовая температура +9,3 °C)
- Самой сухой частью Словакии (590 мм осадков в год)
- Самой плоской частью Словакии (перепад высот не превышает 26 м)

## Галерея

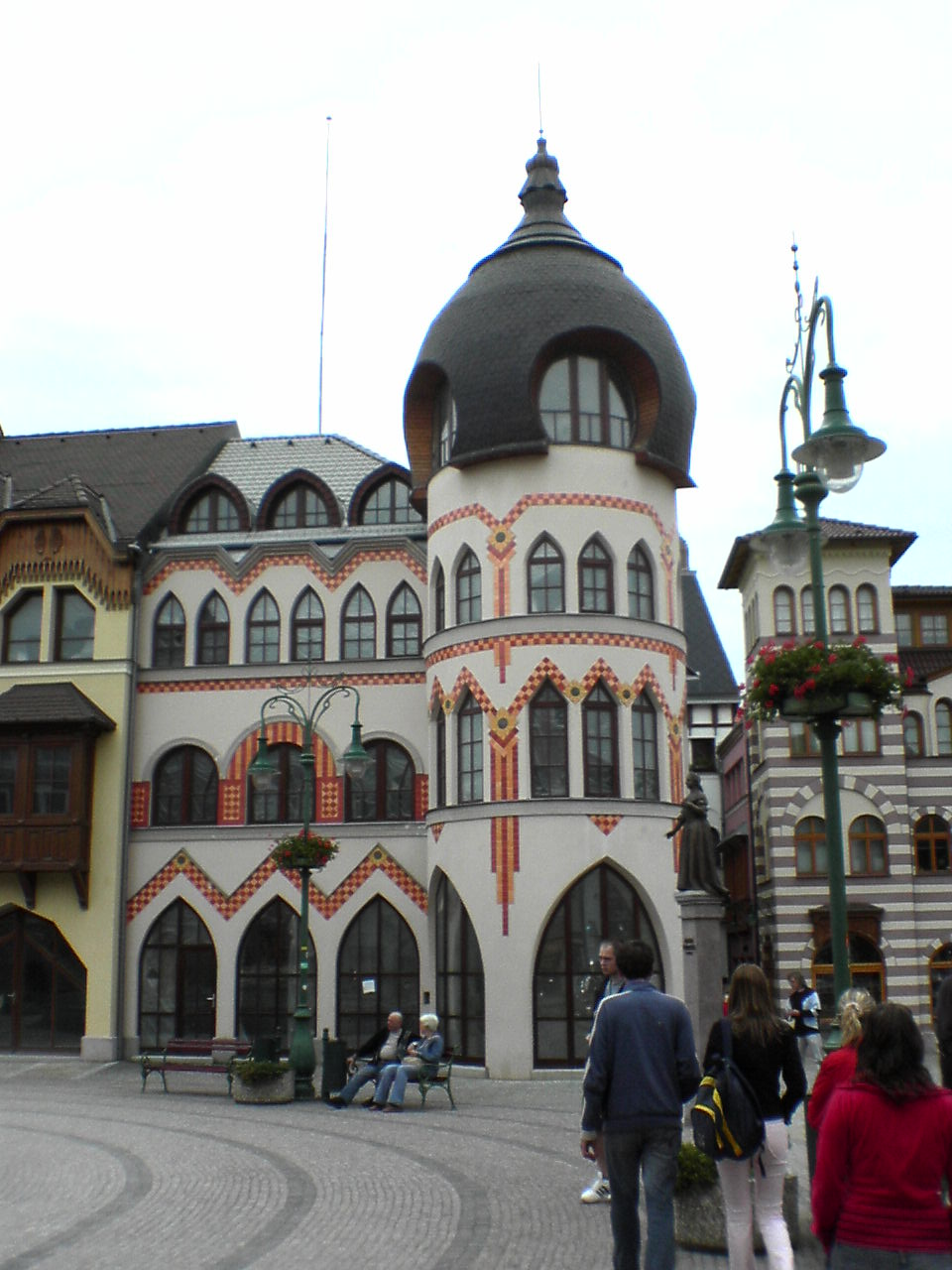
Центр города Комарно
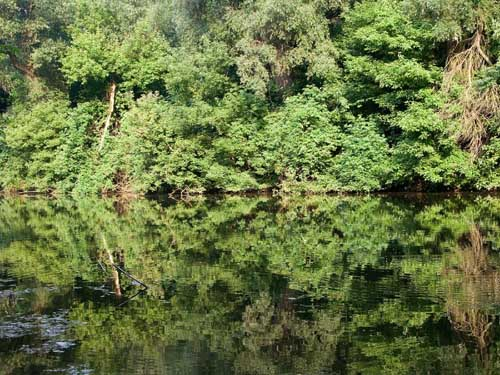
Малый Дунай
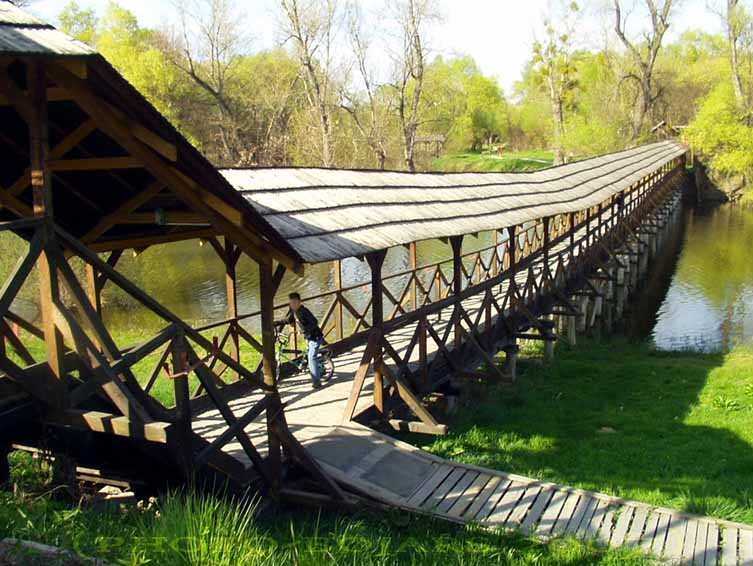
Мост в Коларово
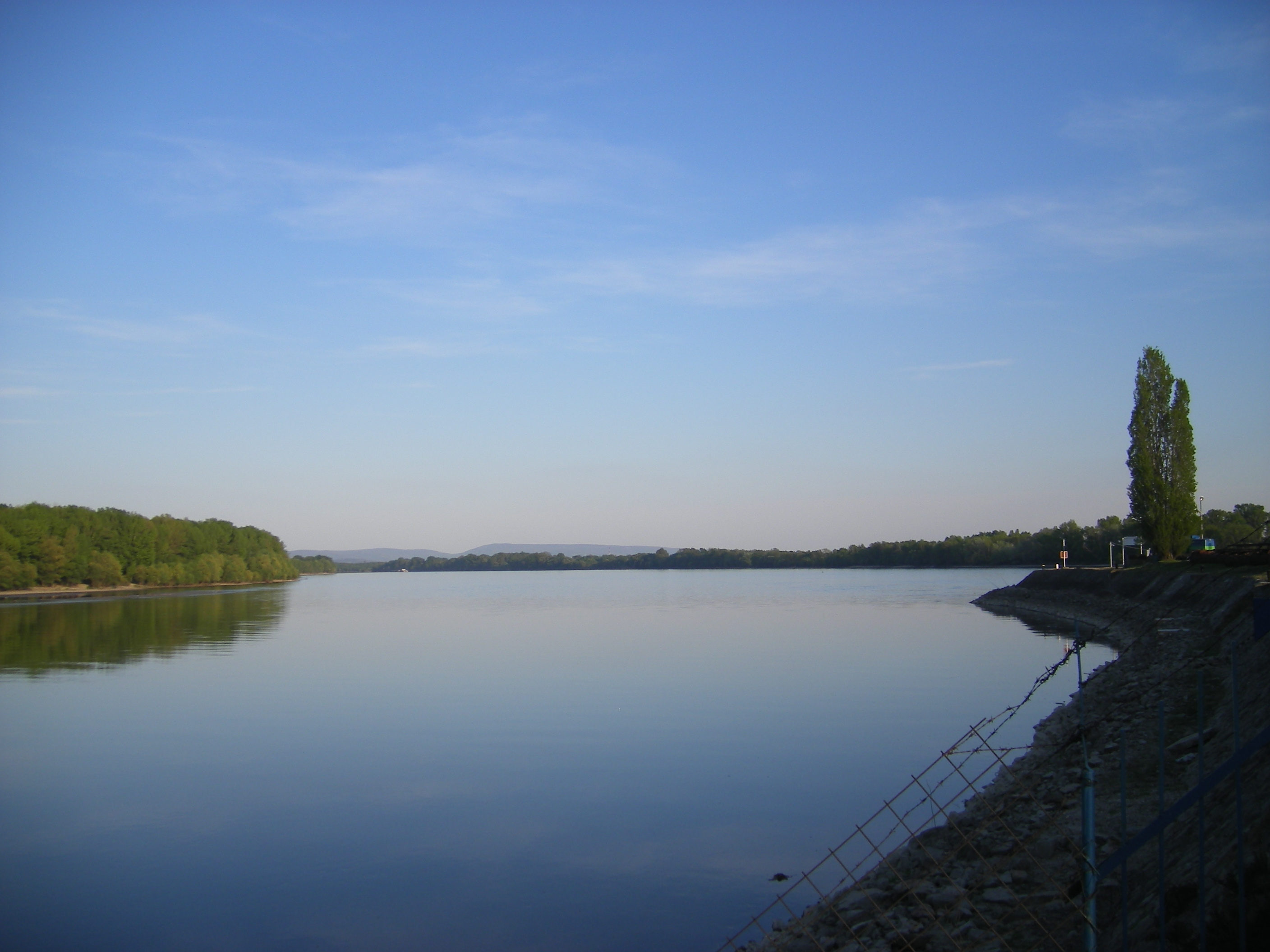
Слияние Вага с Дунаем

## Топографические карты
- Лист карты M-33-XXXVI. Масштаб: 1 : 200 000. Указать дату выпуска/состояния местности.